# ساروماآئونا
ساروماآئونا (به لاتین: Saromaona) یک منطقهٔ مسکونی در ماداگاسکار است که در مانانارا شمالی واقع شده‌است. ساروماآئونا ۵٬۰۰۰ نفر جمعیت دارد و ۶۶۹ متر بالاتر از سطح دریا واقع شده‌است.